# Río San José, Oaxaca
Río San José är en ort i Mexiko.   Den ligger i kommunen San Miguel Suchixtepec och delstaten Oaxaca, i den sydöstra delen av landet, 500 km sydost om huvudstaden Mexico City. Río San José ligger 2 255 meter över havet och antalet invånare är 117.
Terrängen runt Río San José är bergig söderut, men norrut är den kuperad. Runt Río San José är det ganska tätbefolkat, med 52 invånare per kvadratkilometer. Närmaste större samhälle är Los Naranjos Esquipulas, 9,7 km söder om Río San José. I omgivningarna runt Río San José växer i huvudsak städsegrön lövskog.